# DANCING GROOVE!〜HOT JAM〜
DANCING GROOVE!〜HOT JAM〜（ダンシング・グルーヴ ホット・ジャム）は、1994年10月3日から2010年3月31日までFMヨコハマで放送されていた音楽専門番組である。

## 概要
番組開始当初はDANCING GROOVE!の番組名で、月・水曜を鈴木しょう治が、火・木曜を今泉圭姫子が担当するスタイルで放送されていた（1997年3月までは25時～27時、1997年4月から2001年9月までは24時～26時、2001年10月から23～25時に変更）
2003年4月の番組リニューアル時より、番組名に「〜HOT JAM〜」の名称が加わり、曜日別の日替わりパーソナリティとなり、その曜日毎に様々な音楽ジャンルを扱う番組となる。さらに、2005年4月の番組リニューアルからは「THE BEAT」など、各曜日ごとにサブタイトルが付けられ、以下のフォーマットで放送するようになり、新たに金曜枠（同枠のみ24時～26時）が設けられた。2006年4月の番組リニューアルでは金曜枠が廃止された一方、放送時間が過去最長の4時間に拡大（24時～28時）し、最終的にこの体制が番組終了時まで続いた。

### 番組の変遷
| 期間                     | 月曜日                              | 火曜日 | 水曜日                                                          | 木曜日                                    | 金曜日                                                     |
| ------------------------ | ----------------------------------- | --- | --------------------------------------------------------------- | ----------------------------------------- | ---------------------------------------------------------- |
| 1994年10月 ｜ 1997年3月  | 25:00 - 27:00 鈴木しょう治          | 25:00 - 27:00 今泉圭姫子                                                                                           | 25:00 - 27:00 鈴木しょう治                                      | 25:00 - 27:00 今泉圭姫子                  | （枠設立前）                                               |
| 1997年4月 ｜ 2001年9月   | 24:00 - 26:00 鈴木しょう治          | 24:00 - 26:00 今泉圭姫子                                                                                           | 24:00 - 26:00 鈴木しょう治                                      | 24:00 - 26:00 今泉圭姫子                  | （枠設立前）                                               |
| 2001年10月 ｜ 2003年3月  | 23:00 - 25:00 鈴木しょう治          | 23:00 - 25:00 今泉圭姫子                                                                                           | 23:00 - 25:00 鈴木しょう治                                      | 23:00 - 25:00 今泉圭姫子                  | （枠設立前）                                               |
| 2003年4月 ｜ 2003年9月   | 23:00 - 25:00 鈴木しょう治          | 23:00 - 25:00 arp                                                                                                  | 23:00 - 25:00 GTS                                               | 23:00 - 25:00 今泉圭姫子                  | （枠設立前）                                               |
| 2003年10月 ｜ 2004年7月  | 23:00 - 25:00 鈴木しょう治          | 23:00 - 25:00 three NATION                                                                                         | 23:00 - 25:00 GTS                                               | 23:00 - 25:00 今泉圭姫子                  | （枠設立前）                                               |
| 2004年8月 ｜ 2005年3月   | 23:00 - 25:00 鈴木しょう治          | 23:00 - 25:00 motsu（m.o.v.e.） ▽23:30 - 24:00 THE LOOSE DOGSのジュークドッグス THE LOOSE DOGS                     | 23:00 - 25:00 GTS                                               | 23:00 - 25:00 今泉圭姫子                  | （枠設立前）                                               |
| 2005年4月 ｜ 2005年9月   | 23:00 - 25:00 THE BEAT 鈴木しょう治 | 23:00 - 25:00 WOOFER BREAKERS motsu(m.o.v.e.) ▽23:30 - 24:00 THE LOOSE DOGSのジュークドッグス THE LOOSE DOGS       | 23:00 - 25:00 FUTURE SOUL GTS                                   | 23:00 - 25:00 POP ON THE RADIO 今泉圭姫子 | 24:00 - 25:00 がんばりマイク レディオAE エイジアエンジニア |
| 2005年4月 ｜ 2005年9月   | 23:00 - 25:00 THE BEAT 鈴木しょう治 | 23:00 - 25:00 WOOFER BREAKERS motsu(m.o.v.e.) ▽23:30 - 24:00 THE LOOSE DOGSのジュークドッグス THE LOOSE DOGS       | 23:00 - 25:00 FUTURE SOUL GTS                                   | 23:00 - 25:00 POP ON THE RADIO 今泉圭姫子 | 25:00 - 26:00 URBAN STREET 和田昌哉                        |
| 2005年10月 ｜ 2006年3月  | 23:00 - 25:00 THE BEAT 鈴木しょう治 | 23:00 - 25:00 WOOFER BREAKERS motsu(m.o.v.e.) ▽23:30 - 24:00 THE LOOSE DOGSのジュークドッグス THE LOOSE DOGS       | 23:00 - 25:00 FUTURE SOUL GTS                                   | 23:00 - 25:00 POP ON THE RADIO 今泉圭姫子 | 24:00 - 25:00 Heart Attack Friday Heartsdales              |
| 2005年10月 ｜ 2006年3月  | 23:00 - 25:00 THE BEAT 鈴木しょう治 | 23:00 - 25:00 WOOFER BREAKERS motsu(m.o.v.e.) ▽23:30 - 24:00 THE LOOSE DOGSのジュークドッグス THE LOOSE DOGS       | 23:00 - 25:00 FUTURE SOUL GTS                                   | 23:00 - 25:00 POP ON THE RADIO 今泉圭姫子 | 25:00 - 26:00 URBAN STREET 和田昌哉                        |
| 2006年4月 ｜ 2006年8月   | 24:00 - 28:00 THE BEAT 鈴木しょう治 | 24:00 - 26:00 WOOFER BREAKERS motsu(m.o.v.e.) ▽24:30 - 25:00 ATTACK AND ACT THE FOOL 日高光啓（AAA）               | 24:00 - 28:00 POP ON THE RADIO 今泉圭姫子 ▽25:30 - ASIAN GROOVE | 24:00 - 25:00 LISA                        | （廃止）                                                   |
| 2006年4月 ｜ 2006年8月   | 24:00 - 28:00 THE BEAT 鈴木しょう治 | 24:00 - 26:00 WOOFER BREAKERS motsu(m.o.v.e.) ▽24:30 - 25:00 ATTACK AND ACT THE FOOL 日高光啓（AAA）               | 24:00 - 28:00 POP ON THE RADIO 今泉圭姫子 ▽25:30 - ASIAN GROOVE | 25:00 - 26:00 Heartsdales                 | （廃止）                                                   |
| 2006年4月 ｜ 2006年8月   | 24:00 - 28:00 THE BEAT 鈴木しょう治 | 26:00 - 28:00 FUTURE SOUL GTS                                                                                      | 24:00 - 28:00 POP ON THE RADIO 今泉圭姫子 ▽25:30 - ASIAN GROOVE | 26:00 - 27:00 和田昌哉                    | （廃止）                                                   |
| 2006年4月 ｜ 2006年8月   | 24:00 - 28:00 THE BEAT 鈴木しょう治 | 26:00 - 28:00 FUTURE SOUL GTS                                                                                      | 24:00 - 28:00 POP ON THE RADIO 今泉圭姫子 ▽25:30 - ASIAN GROOVE | 27:00 - 28:00 舞                          | （廃止）                                                   |
| 2006年9月                | 24:00 - 28:00 THE BEAT 鈴木しょう治 | 24:00 - 26:00 WOOFER BREAKERS motsu(m.o.v.e.) ▽24:30 - 25:00 ATTACK AND ACT THE FOOL 日高光啓（AAA）               | 24:00 - 28:00 POP ON THE RADIO 今泉圭姫子 ▽25:30 - ASIAN GROOVE | 24:00 - 25:00 LISA                        | （廃止）                                                   |
| 2006年9月                | 24:00 - 28:00 THE BEAT 鈴木しょう治 | 24:00 - 26:00 WOOFER BREAKERS motsu(m.o.v.e.) ▽24:30 - 25:00 ATTACK AND ACT THE FOOL 日高光啓（AAA）               | 24:00 - 28:00 POP ON THE RADIO 今泉圭姫子 ▽25:30 - ASIAN GROOVE | 25:00 - 26:00 ARIA                        | （廃止）                                                   |
| 2006年9月                | 24:00 - 28:00 THE BEAT 鈴木しょう治 | 26:00 - 28:00 FUTURE SOUL GTS                                                                                      | 24:00 - 28:00 POP ON THE RADIO 今泉圭姫子 ▽25:30 - ASIAN GROOVE | 26:00 - 27:00 和田昌哉                    | （廃止）                                                   |
| 2006年9月                | 24:00 - 28:00 THE BEAT 鈴木しょう治 | 26:00 - 28:00 FUTURE SOUL GTS                                                                                      | 24:00 - 28:00 POP ON THE RADIO 今泉圭姫子 ▽25:30 - ASIAN GROOVE | 27:00 - 28:00 舞                          | （廃止）                                                   |
| 2006年10月 ｜ 2007年1月  | 24:00 - 28:00 THE BEAT 鈴木しょう治 | 24:00 - 26:00 WOOFER BREAKERS motsu(m.o.v.e.) ▽24:30 - 25:00 ATTACK AND ACT THE FOOL 日高光啓（AAA）               | 24:00 - 28:00 POP ON THE RADIO 今泉圭姫子 ▽25:30 - ASIAN GROOVE | 24:00 - 25:00 LISA                        | （廃止）                                                   |
| 2006年10月 ｜ 2007年1月  | 24:00 - 28:00 THE BEAT 鈴木しょう治 | 24:00 - 26:00 WOOFER BREAKERS motsu(m.o.v.e.) ▽24:30 - 25:00 ATTACK AND ACT THE FOOL 日高光啓（AAA）               | 24:00 - 28:00 POP ON THE RADIO 今泉圭姫子 ▽25:30 - ASIAN GROOVE | 25:00 - 26:00 和田昌哉                    | （廃止）                                                   |
| 2006年10月 ｜ 2007年1月  | 24:00 - 28:00 THE BEAT 鈴木しょう治 | 26:00 - 28:00 FUTURE SOUL GTS                                                                                      | 24:00 - 28:00 POP ON THE RADIO 今泉圭姫子 ▽25:30 - ASIAN GROOVE | 26:00 - 27:00 Arvin homa aya              | （廃止）                                                   |
| 2006年10月 ｜ 2007年1月  | 24:00 - 28:00 THE BEAT 鈴木しょう治 | 26:00 - 28:00 FUTURE SOUL GTS                                                                                      | 24:00 - 28:00 POP ON THE RADIO 今泉圭姫子 ▽25:30 - ASIAN GROOVE | 27:00 - 28:00 TARMY                       | （廃止）                                                   |
| 2007年2月 ｜ 2007年3月   | 24:00 - 28:00 THE BEAT 鈴木しょう治 | 24:00 - 26:00 WOOFER BREAKERS motsu(m.o.v.e.) ▽24:30 - 25:00 ATTACK AND ACT THE FOOL 日高光啓（AAA）               | 24:00 - 28:00 POP ON THE RADIO 今泉圭姫子 ▽25:30 - ASIAN GROOVE | 24:00 - 25:00 LISA                        | （廃止）                                                   |
| 2007年2月 ｜ 2007年3月   | 24:00 - 28:00 THE BEAT 鈴木しょう治 | 24:00 - 26:00 WOOFER BREAKERS motsu(m.o.v.e.) ▽24:30 - 25:00 ATTACK AND ACT THE FOOL 日高光啓（AAA）               | 24:00 - 28:00 POP ON THE RADIO 今泉圭姫子 ▽25:30 - ASIAN GROOVE | 25:00 - 26:00 和田昌哉                    | （廃止）                                                   |
| 2007年2月 ｜ 2007年3月   | 24:00 - 28:00 THE BEAT 鈴木しょう治 | 26:00 - 28:00 FUTURE SOUL GTS                                                                                      | 24:00 - 28:00 POP ON THE RADIO 今泉圭姫子 ▽25:30 - ASIAN GROOVE | 26:00 - 27:00 Arvin homa aya              | （廃止）                                                   |
| 2007年2月 ｜ 2007年3月   | 24:00 - 28:00 THE BEAT 鈴木しょう治 | 26:00 - 28:00 FUTURE SOUL GTS                                                                                      | 24:00 - 28:00 POP ON THE RADIO 今泉圭姫子 ▽25:30 - ASIAN GROOVE | 27:00 - 28:00 池上ケイ                    | （廃止）                                                   |
| 2007年4月 ｜ 2007年9月   | 24:00 - 28:00 THE BEAT 鈴木しょう治 | 24:00 - 26:00 WOOFER BREAKERS motsu(m.o.v.e.)、Mother Ninja ▽24:30 - 25:00 ATTACK AND ACT THE FOOL 日高光啓（AAA） | 24:00 - 28:00 POP ON THE RADIO 今泉圭姫子 ▽25:30 - ASIAN GROOVE | 24:00 - 25:00 LISA                        | （廃止）                                                   |
| 2007年4月 ｜ 2007年9月   | 24:00 - 28:00 THE BEAT 鈴木しょう治 | 24:00 - 26:00 WOOFER BREAKERS motsu(m.o.v.e.)、Mother Ninja ▽24:30 - 25:00 ATTACK AND ACT THE FOOL 日高光啓（AAA） | 24:00 - 28:00 POP ON THE RADIO 今泉圭姫子 ▽25:30 - ASIAN GROOVE | 25:00 - 26:00 和田昌哉                    | （廃止）                                                   |
| 2007年4月 ｜ 2007年9月   | 24:00 - 28:00 THE BEAT 鈴木しょう治 | 26:00 - 28:00 FUTURE SOUL GTS                                                                                      | 24:00 - 28:00 POP ON THE RADIO 今泉圭姫子 ▽25:30 - ASIAN GROOVE | 26:00 - 27:00 湯川れい子                  | （廃止）                                                   |
| 2007年4月 ｜ 2007年9月   | 24:00 - 28:00 THE BEAT 鈴木しょう治 | 26:00 - 28:00 FUTURE SOUL GTS                                                                                      | 24:00 - 28:00 POP ON THE RADIO 今泉圭姫子 ▽25:30 - ASIAN GROOVE | 27:00 - 28:00 池上ケイ                    | （廃止）                                                   |
| 2007年10月 ｜ 2008年3月  | 24:00 - 28:00 THE BEAT 鈴木しょう治 | 24:00 - 26:00 WOOFER BREAKERS motsu(m.o.v.e.)、Mother Ninja ▽24:30 - 25:00 ATTACK AND ACT THE FOOL 日高光啓（AAA） | 24:00 - 28:00 POP ON THE RADIO 今泉圭姫子 ▽25:30 - ASIAN GROOVE | 24:00 - 25:00 LISA                        | （廃止）                                                   |
| 2007年10月 ｜ 2008年3月  | 24:00 - 28:00 THE BEAT 鈴木しょう治 | 24:00 - 26:00 WOOFER BREAKERS motsu(m.o.v.e.)、Mother Ninja ▽24:30 - 25:00 ATTACK AND ACT THE FOOL 日高光啓（AAA） | 24:00 - 28:00 POP ON THE RADIO 今泉圭姫子 ▽25:30 - ASIAN GROOVE | 25:00 - 26:00 和田昌哉                    | （廃止）                                                   |
| 2007年10月 ｜ 2008年3月  | 24:00 - 28:00 THE BEAT 鈴木しょう治 | 26:00 - 28:00 FUTURE SOUL GTS                                                                                      | 24:00 - 28:00 POP ON THE RADIO 今泉圭姫子 ▽25:30 - ASIAN GROOVE | 26:00 - 27:00 湯川れい子                  | （廃止）                                                   |
| 2007年10月 ｜ 2008年3月  | 24:00 - 28:00 THE BEAT 鈴木しょう治 | 26:00 - 28:00 FUTURE SOUL GTS                                                                                      | 24:00 - 28:00 POP ON THE RADIO 今泉圭姫子 ▽25:30 - ASIAN GROOVE | 27:00 - 28:00 より子                      | （廃止）                                                   |
| 2008年4月 ｜ 2008年6月   | 24:00 - 28:00 THE BEAT 鈴木しょう治 | 24:00 - 26:00 WOOFER BREAKERS motsu(m.o.v.e.)、Mother Ninja ▽24:30 - 25:00 ATTACK AND ACT THE FOOL 日高光啓（AAA） | 24:00 - 28:00 POP ON THE RADIO 今泉圭姫子 ▽25:30 - ASIAN GROOVE | 24:00 - 25:00 ARIA FLOOR ARIA             | （廃止）                                                   |
| 2008年4月 ｜ 2008年6月   | 24:00 - 28:00 THE BEAT 鈴木しょう治 | 24:00 - 26:00 WOOFER BREAKERS motsu(m.o.v.e.)、Mother Ninja ▽24:30 - 25:00 ATTACK AND ACT THE FOOL 日高光啓（AAA） | 24:00 - 28:00 POP ON THE RADIO 今泉圭姫子 ▽25:30 - ASIAN GROOVE | 25:00 - 26:00 MASAYA FLOOR 和田昌哉       | （廃止）                                                   |
| 2008年4月 ｜ 2008年6月   | 24:00 - 28:00 THE BEAT 鈴木しょう治 | 26:00 - 27:00 FUTURE SOUL GTS                                                                                      | 24:00 - 28:00 POP ON THE RADIO 今泉圭姫子 ▽25:30 - ASIAN GROOVE | 26:00 - 27:00 Music Rumble 湯川れい子     | （廃止）                                                   |
| 2008年4月 ｜ 2008年6月   | 24:00 - 28:00 THE BEAT 鈴木しょう治 | 27:00 - 28:00 HOTけNIGHT!! Clench & Blistah                                                                        | 24:00 - 28:00 POP ON THE RADIO 今泉圭姫子 ▽25:30 - ASIAN GROOVE | 27:00 - 28:00 FASHION ROCK! koume         | （廃止）                                                   |
| 2008年7月 ｜ 2008年12月  | 24:00 - 28:00 THE BEAT 鈴木しょう治 | 24:00 - 26:00 WOOFER BREAKERS motsu(m.o.v.e.)、Mother Ninja ▽24:30 - 25:00 ATTACK AND ACT THE FOOL 日高光啓（AAA） | 24:00 - 28:00 POP ON THE RADIO 今泉圭姫子 ▽25:30 - ASIAN GROOVE | 24:00 - 25:00 RIDDIM ZONE 福田明子        | （廃止）                                                   |
| 2008年7月 ｜ 2008年12月  | 24:00 - 28:00 THE BEAT 鈴木しょう治 | 24:00 - 26:00 WOOFER BREAKERS motsu(m.o.v.e.)、Mother Ninja ▽24:30 - 25:00 ATTACK AND ACT THE FOOL 日高光啓（AAA） | 24:00 - 28:00 POP ON THE RADIO 今泉圭姫子 ▽25:30 - ASIAN GROOVE | 25:00 - 26:00 MASAYA FLOOR 和田昌哉       | （廃止）                                                   |
| 2008年7月 ｜ 2008年12月  | 24:00 - 28:00 THE BEAT 鈴木しょう治 | 26:00 - 27:00 FUTURE SOUL GTS                                                                                      | 24:00 - 28:00 POP ON THE RADIO 今泉圭姫子 ▽25:30 - ASIAN GROOVE | 26:00 - 27:00 Music Rumble 湯川れい子     | （廃止）                                                   |
| 2008年7月 ｜ 2008年12月  | 24:00 - 28:00 THE BEAT 鈴木しょう治 | 27:00 - 28:00 HOTけNIGHT!! Clench & Blistah                                                                        | 24:00 - 28:00 POP ON THE RADIO 今泉圭姫子 ▽25:30 - ASIAN GROOVE | 27:00 - 28:00 FASHION ROCK! koume         | （廃止）                                                   |
| 2009年1月 ｜ 2009年3月   | 24:00 - 28:00 THE BEAT 鈴木しょう治 | 24:00 - 26:00 WOOFER BREAKERS motsu(m.o.v.e.)、Mother Ninja ▽24:30 - 25:00 ATTACK AND ACT THE FOOL 日高光啓（AAA） | 24:00 - 28:00 POP ON THE RADIO 今泉圭姫子 ▽25:30 - ASIAN GROOVE | 24:00 - 25:00 RIDDIM ZONE 福田明子        | （廃止）                                                   |
| 2009年1月 ｜ 2009年3月   | 24:00 - 28:00 THE BEAT 鈴木しょう治 | 24:00 - 26:00 WOOFER BREAKERS motsu(m.o.v.e.)、Mother Ninja ▽24:30 - 25:00 ATTACK AND ACT THE FOOL 日高光啓（AAA） | 24:00 - 28:00 POP ON THE RADIO 今泉圭姫子 ▽25:30 - ASIAN GROOVE | 25:00 - 26:00 MASAYA FLOOR 和田昌哉       | （廃止）                                                   |
| 2009年1月 ｜ 2009年3月   | 24:00 - 28:00 THE BEAT 鈴木しょう治 | 26:00 - 27:00 FUTURE SOUL GTS                                                                                      | 24:00 - 28:00 POP ON THE RADIO 今泉圭姫子 ▽25:30 - ASIAN GROOVE | 26:00 - 27:00 Music Rumble 湯川れい子     | （廃止）                                                   |
| 2009年1月 ｜ 2009年3月   | 24:00 - 28:00 THE BEAT 鈴木しょう治 | 27:00 - 28:00 OUT TONIGHT 西野名菜                                                                                 | 24:00 - 28:00 POP ON THE RADIO 今泉圭姫子 ▽25:30 - ASIAN GROOVE | 27:00 - 28:00 FASHION ROCK! koume         | （廃止）                                                   |
| 2009年4月 ｜ 2009年9月   | 24:00 - 28:00 THE BEAT 鈴木しょう治 | 24:00 - 26:00 WOOFER BREAKERS motsu(m.o.v.e.)、Mother Ninja ▽24:30 - 25:00 ATTACK AND ACT THE FOOL 日高光啓（AAA） | 24:00 - 28:00 POP ON THE RADIO 今泉圭姫子 ▽25:30 - ASIAN GROOVE | 24:00 - 25:00 RIDDIM ZONE 福田明子        | （廃止）                                                   |
| 2009年4月 ｜ 2009年9月   | 24:00 - 28:00 THE BEAT 鈴木しょう治 | 24:00 - 26:00 WOOFER BREAKERS motsu(m.o.v.e.)、Mother Ninja ▽24:30 - 25:00 ATTACK AND ACT THE FOOL 日高光啓（AAA） | 24:00 - 28:00 POP ON THE RADIO 今泉圭姫子 ▽25:30 - ASIAN GROOVE | 25:00 - 26:00 M.J.Radio May J.            | （廃止）                                                   |
| 2009年4月 ｜ 2009年9月   | 24:00 - 28:00 THE BEAT 鈴木しょう治 | 26:00 - 27:00 HIP HOP INSIDER DAN                                                                                  | 24:00 - 28:00 POP ON THE RADIO 今泉圭姫子 ▽25:30 - ASIAN GROOVE | 26:00 - 27:00 Music Rumble 湯川れい子     | （廃止）                                                   |
| 2009年4月 ｜ 2009年9月   | 24:00 - 28:00 THE BEAT 鈴木しょう治 | 27:00 - 28:00 MUSIC GATE ミユキ、藤見信嘉                                                                          | 24:00 - 28:00 POP ON THE RADIO 今泉圭姫子 ▽25:30 - ASIAN GROOVE | 27:00 - 28:00 FASHION ROCK! koume         | （廃止）                                                   |
| 2009年10月 ｜ 2009年12月 | 24:00 - 28:00 THE BEAT 鈴木しょう治 | 24:00 - 26:00 WOOFER BREAKERS motsu(m.o.v.e.)、Mother Ninja ▽24:30 - 25:00 ATTACK AND ACT THE FOOL 日高光啓（AAA） | 24:00 - 28:00 POP ON THE RADIO 今泉圭姫子 ▽25:30 - ASIAN GROOVE | 24:00 - 25:00 RIDDIM ZONE 福田明子        | （廃止）                                                   |
| 2009年10月 ｜ 2009年12月 | 24:00 - 28:00 THE BEAT 鈴木しょう治 | 24:00 - 26:00 WOOFER BREAKERS motsu(m.o.v.e.)、Mother Ninja ▽24:30 - 25:00 ATTACK AND ACT THE FOOL 日高光啓（AAA） | 24:00 - 28:00 POP ON THE RADIO 今泉圭姫子 ▽25:30 - ASIAN GROOVE | 25:00 - 26:00 M.J.Radio May J.            | （廃止）                                                   |
| 2009年10月 ｜ 2009年12月 | 24:00 - 28:00 THE BEAT 鈴木しょう治 | 26:00 - 27:00 HIP HOP INSIDER DAN                                                                                  | 24:00 - 28:00 POP ON THE RADIO 今泉圭姫子 ▽25:30 - ASIAN GROOVE | 26:00 - 27:00 Music Rumble 湯川れい子     | （廃止）                                                   |
| 2009年10月 ｜ 2009年12月 | 24:00 - 28:00 THE BEAT 鈴木しょう治 | 27:00 - 28:00 APPLE JUKE cossami                                                                                   | 24:00 - 28:00 POP ON THE RADIO 今泉圭姫子 ▽25:30 - ASIAN GROOVE | 27:00 - 28:00 FASHION ROCK! koume         | （廃止）                                                   |
| 2010年1月 ｜ 2010年3月   | 24:00 - 28:00 THE BEAT 鈴木しょう治 | 24:00 - 26:00 WOOFER BREAKERS motsu(m.o.v.e.)、Mother Ninja ▽24:30 - 25:00 ATTACK AND ACT THE FOOL 日高光啓（AAA） | 24:00 - 28:00 POP ON THE RADIO 今泉圭姫子 ▽25:30 - ASIAN GROOVE | 24:00 - 25:00 RIDDIM ZONE 福田明子        | （廃止）                                                   |
| 2010年1月 ｜ 2010年3月   | 24:00 - 28:00 THE BEAT 鈴木しょう治 | 24:00 - 26:00 WOOFER BREAKERS motsu(m.o.v.e.)、Mother Ninja ▽24:30 - 25:00 ATTACK AND ACT THE FOOL 日高光啓（AAA） | 24:00 - 28:00 POP ON THE RADIO 今泉圭姫子 ▽25:30 - ASIAN GROOVE | 25:00 - 26:00 M.J.Radio May J.            | （廃止）                                                   |
| 2010年1月 ｜ 2010年3月   | 24:00 - 28:00 THE BEAT 鈴木しょう治 | 26:00 - 27:00 HIP HOP INSIDER DAN                                                                                  | 24:00 - 28:00 POP ON THE RADIO 今泉圭姫子 ▽25:30 - ASIAN GROOVE | 26:00 - 27:00 Music Rumble 湯川れい子     | （廃止）                                                   |
| 2010年1月 ｜ 2010年3月   | 24:00 - 28:00 THE BEAT 鈴木しょう治 | 27:00 - 28:00 APPLE JUKE cossami                                                                                   | 24:00 - 28:00 POP ON THE RADIO 今泉圭姫子 ▽25:30 - ASIAN GROOVE | 27:00 - 28:00 POWER OF LOVE Juliet        | （廃止）                                                   |

## その他
- 毎年12月31日には年越し番組としてDANCING GROOVE! Newyear Specialを放送するのが恒例となっていた。
- 毎週月曜日はエンディングに「I Just Can't Say Good bye - 涙のディスコティック -／PHILLY DEVOTIONS」を選曲する傾向がある。
- 番組開始当初～2006年3月までの金曜日は、姉妹番組「ROCK'IN GROOVE」を放送していた（パーソナリティは大貫憲章と平田節子）。当初は24時台の放送だったが、2005年4月からは前述のDANCING GROOVE!〜HOT JAM〜の金曜枠新設に伴い、ROCK'IN GROOVEの放送時間が2時間繰り下げられたが、2006年4月の番組改編でいずれの番組も終了となった（金曜枠を担当していたHeartsdalesと和田昌哉は、曜日を変えて続投）
- 韓国などのアジアンミュージックを取り上げる「ASIAN GROOVE」は元々、今泉圭姫子の単独番組として2004年10月から金曜夜に始まったもので、2005年4月に日曜夜への放送時間変更を経て、2006年4月よりPOP ON THE RADIOに内包された。

## 後継番組
2010年3月の番組終了に伴い、翌4月からは一部の番組が独立して深夜帯に放送される体制に変更された（放送時間は2010年4月当時）
- 月曜日 25:00～26:00「BEAT JAM」　鈴木しょう治
- 火曜日 24:00～24:45「WOOFER BREAKERS」　motsu（m.o.v.e.）
- 火曜日 24:45～25:30「A-A-ACT A FOOL!!」　日高光啓（AAA）
- 火曜日 25:30～26:00「POWER OF LOVE」　Juliet
- 木曜日 24:00～25:00「HIP HOP INSIDER」　 DAN
- 木曜日 25:00～26:00「Music Rumble」　湯川れい子
- 土曜日 25:30～27:00「Radio HITS Radio」　今泉圭姫子

なお、「BEAT JAM」「Music Rumble」「Radio HITS Radio」以外の上記後継番組は2010年に全て終了している。